# Ксанф (сын Птолемея)
Ксанф (др.-греч. Ξάνθος) — персонаж древнегреческой мифологии. Сын Птолемея, праправнук Пенелея. Последний царь Фив. Афинский полководец Меланф убил его в единоборстве, прибегнув к коварству (у Павсания вместо Меланфа назван почему-то Андропомп). Позади Ксанфа появился Дионис в чёрной козлиной шкуре, и тогда Меланф упрекнул врага, что он не один. Ксанф обернулся и был убит. После этого фиванцы отменили царскую власть. По другой версии, это были не цари, а полководцы, причём война была из-за Мелайн (Μελαινα), пограничной местности между Аттикой и Беотией, и предсказал всё оракул.